# Maria Agnieszka od Najświętszego Sakramentu
Maria Agnieszka od Najświętszego Sakramentu (ur. 7 lipca 1904 w Ixtlán del Río; zm. 22 lipca 1981 w Rzymie) – meksykańska Błogosławiona Kościoła katolickiego.

## Życiorys
Pochodziła z wielodzietnej rodziny. Gdy poczuła powołanie do życia zakonnego, wstąpiła w dniu 5 czerwca 1929 roku do klasztoru klarysek misjonarek sakramentek. W 1945 roku założyła zgromadzenie Klarysek Misjonarek, a w 1979 roku założyła drugie zgromadzenie Misjonarzy Chrystusa. Zmarła 22 lipca 1981 roku, mając 77 lat, w opinii świętości.
Za jej wstawiennictwem uznano cud, który wydarzył się 2001 roku – Francisco Javier Carrillo Guzman gdy był dzieckiem utonął w basenie, lecz został przywrócony do życia dzięki modlitwom do Marii Agnieszki od Najświętszego Sakramentu. Została beatyfikowana przez papieża Benedykta XVI w dniu 21 kwietnia 2012 roku.